# Сэвулеску, Траян
Траян Сэвулеску (рум. Traian Săvulescu; 2 февраля 1889, Рымнику-Сэрат Румыния — 29 марта 1963, Бухарест Румыния) — румынский ботаник, миколог, фитопатолог, государственный деятель и член Румынской АН (1938—1963), её президент (1948—1963) и почётный президент (1960—1963).

## Биография
Родился Траян Сэвулеску 2 февраля 1889 года в Рымнику-Сэрате. Вскоре переехал в Бухарест и поступил в БухГУ, который он окончил в 1912 году. В 1919 году Траян Сэвулеску занимает должность профессора высшей сельскохозяйственной школы в Бухаресте и проработал в данной должности 39 лет. В 1948 году Траян Сэвулеску занимает должность профессора БухГУ и проработал в данной должности до смерти. Одновременно с этим с 1946 по 1948 год Траян Сэвулеску занимает почётные государственные должности — заместитель министра сельского хозяйства Румынии, затем министр сельского хозяйства Румынии, чуть позже — Председатель Совета Министров Румынии. С 1948 года до смерти Траян Сэвулеску также занимал должность директора института агрономических исследований Румынской АН.
Скончался Траян Сэвулеску 29 марта 1963 года в Бухаресте.

## Личная жизнь
Траян Сэвулеску женился на Алисе Сэвулеску (Alice Săvulescu; 1905—1970) — будущем микологе и фитопатологе.

## Научная деятельность
Основные научные работы посвящены исследованию микрофлоры Румынии и болезней культурных растений. Траян Сэвулеску известен работами по систематике покрытосеменных и геоботанике, а также основал румынскую школу микологов и фитопатологов.
- Изучал паразитов культурных растений, в частности грибы.
- Один из авторов и ответственный редактор многотомного издания Флора Румынии.

### Научные труды
- Сэвулеску Траян. Ежегодные обзоры распространения болезней растений в Румынии, 1929—по с.д.
- Flora Republicii Populare Române (1952—1957 гг. — первые пять томов). Траян Сэвулеску указан как главный редактор во всех 13 томах этого труда (1952—1976), которые, начиная с тома XI (1966 г.), называются «Флора Социалистической Республики Румыния».

### Членство в обществах
- Иностранный член АН СССР (1958—1963).
- Член Венгерской АН.
- Член Германской АН.
- Член Сельскохозяйственной академии ЧССР.

## Почётные звания
- 1960 — Герой Социалистического Труда СРР.